# Brian Friel
Brian Friel (født 9. januar 1929, død 2. oktober 2015) var en irsk dramatiker, oversætter og teaterinstruktør, som er blevet kaldt den mest betydende nulevende engelsksprogede dramatiker. Flere af hans stykker er opført på Det Kongelige Teater med Ghita Nørby og Henning Moritzen.